# Wahlbezirk Galizien 25
Der Wahlbezirk Galizien 25 war ein Wahlkreis für die Wahlen zum Abgeordnetenhaus im österreichischen Kronland Galizien. Der Wahlbezirk wurde 1907 mit der Einführung der Reichsratswahlordnung geschaffen und bestand bis zum Zusammenbruch der Habsburgermonarchie.

## Geschichte
Nachdem der Reichsrat im Herbst 1906 das allgemeine, gleiche, geheime und direkte Männerwahlrecht beschlossen hatte, wurde mit 26. Jänner 1907 die große Wahlrechtsreform durch Sanktionierung von Kaiser Franz Joseph I. gültig. Mit der neuen Reichsratswahlordnung schuf man insgesamt 516 Wahlbezirke, wobei mit Ausnahme Galiziens in jedem Wahlbezirk ein Abgeordneter im Zuge der Reichsratswahl gewählt wurde. In Galizien wurde in den Städtewahlkreisen je ein Abgeordneter gewählt, in den Landgemeindewahlkreisen Galiziens wurden zwei Abgeordneter ermittelt.
Der Wahlkreis Galizien 25 umfasste die Städte Sanok (Gerichtsbezirk Sanok), Dobromil (Gerichtsbezirk Dobromil), Stary Sambor (Gerichtsbezirk Stary Sambor), Krosno und Korczyna (beides Gerichtsbezirk Krosno).
Aus der Reichsratswahl 1907 ging der Vertreter der Polnischen Demokratisch-Nationalen Partei Wincenty Jabłoński als Sieger hervor. Jabłoński konnte sein Mandat bei der Reichsratswahl 1911 verteidigen. 

## Wahlergebnisse

### Reichsratswahl 1907
Die Reichsratswahl 1907 wurde am 14. Mai 1907 (erster Wahlgang) durchgeführt. Die Stichwahl entfiel auf Grund der absoluten Mehrheit für Jabłoński im ersten Wahlgang. Unter den Stimmen für sonstige Kandidaten war auch der Kandidat der Jüdischen Nationalpartei Jesajah Gottlieb, dessen Stimmen jedoch nicht extra ausgewiesen wurden. 
| Kandidat                                                                    | Partei                                   | Wahlkreis- stimmen | Prozent |
| --------------------------------------------------------------------------- | ---------------------------------------- | ------------------ | ------- |
| Wincenty Jabłoński                                                          | Polnische Demokratisch-Nationale Partei  | 2507               | 71,1 %  |
| Jan Parfiński                                                               | Polnische Volkspartei                    | 638                | 18,1 %  |
| Roman Sekela                                                                | Ukrainische Nationaldemokratische Partei | 321                | 9,1 %   |
|                                                                             | Sonstige Parteien                        | 62                 | 1,8 %   |
| Wahlberechtigte: 4595, Ungültige/Leere Stimmen: 40, Wahlbeteiligung: 77,6 % |                                          |                    |         |

### Reichsratswahl 1911
Die Reichsratswahl 1911 wurde am 13. Juni 1911 durchgeführt. Die Stichwahl entfiel auf Grund der absoluten Mehrheit für Jabłoński im ersten Wahlgang.
| Kandidat                                                                    | Partei                                  | Wahlkreis- stimmen | Prozent |
| --------------------------------------------------------------------------- | --------------------------------------- | ------------------ | ------- |
| Wincenty Jabłoński                                                          | Polnische Demokratisch-Nationale Partei | 3113               | 64,4 %  |
| Moritz Goldberg                                                             | Jüdische Nationalpartei                 | 1721               | 35,6 %  |
|                                                                             | zersplitterte Stimmen                   | 2                  | 0,0 %   |
| Wahlberechtigte: 5717, Ungültige/Leere Stimmen: 23, Wahlbeteiligung: 85,0 % |                                         |                    |         |